# Akazienhäher
Der Akazienhäher (Zavattariornis stresemanni), bisweilen auch als Zavattarivogel bezeichnet, ist ein in Äthiopien beheimateter Singvogel. Er gehört zur Familie der Rabenvögel (Corvidae).

## Systematik
Der Akazienhäher wurde 1937 entdeckt. Edoardo Zavattari, der ehemalige Direktor des Zoologischen Institutes der Universität Rom, beobachtete ihn im April 1937 während zweier Expeditionen ins südäthiopische Buschland. Benannt wurde er nach dem deutschen Ornithologen Erwin Stresemann. 1938 wurde er vom italienischen Ornithologen Edgardo Moltoni erstmals beschrieben und in die monotypische Gattung Zavattariornis klassifiziert.

## Merkmale
Die starenähnlichen Vögel erreichen eine Größe von 30 cm. Er ist in seiner gesamten Erscheinung blau-grau, ist aber zur Stirn hin fast weiß gefärbt. Die Kehle und die Brust sind cremefarben und die Schwungfedern sowie der Schwanz glänzend schwarz. Die Federspitzen sind bräunlich aufgehellt. Männchen und Weibchen ähneln sich, die Jungvögel sind etwas schmutziger gefärbt. Die Iris ist braun und die Augen sind von einem hellblauen Band aus nackter Gesichtshaut umgeben. Der Schnabel, die Füße und die Beine sind schwarz.

## Verbreitung und Lebensraum
Sein Vorkommen ist auf Dorn-, Kurzgras- und Akaziensavannen im südlichen Äthiopien in der Nähe der Orte Yabello (Jabello), Mega and Arero beschränkt.

## Lebensweise und Fortpflanzung
Außerhalb der Brutsaison ist er sehr gesellig. Sie halten sich dann gerne in Gesellschaft der Weißscheitelstare (Spreo albicapillus) auf und bilden Gruppen von vier bis zehn Vögeln. Ihre Nahrung besteht aus Insekten. Die Brutzeit ist von Februar/März bis Mai/Juni und die Nester werden in einer Höhe von 6 m in Akazienbüsche gebaut. Das Gelege besteht in der Regel aus fünf bis sechs cremefarbenen Eiern mit fliederfarbenen Flecken. Das Nest ist kugelförmig mit einem röhrenförmigen Eingang an der Oberseite. Aufgrund der langen Brutperiode ist es möglich, dass mehrere Brutpaare das Nest besuchen und dass Jungvögel aus vergangenen Brutperioden bei der Jungenaufzucht helfen.